# Nationaal park Appennino Tosco-Emiliano
Nationaal park Appennino Tosco-Emiliano (Italiaans: Parco nazionale dell'Appennino Tosco-Emiliano) is een door de overheid (Ministero dell'Ambiente) beheerd natuurreservaat in centraal Italië, midden in een gebied vermaard om zijn natuur, plaatselijke producten en ambachten. Het werd gesticht in 2001 en ligt in de provincies Massa-Carrara, Lucca, Reggio Emilia en Parma, in de buurt van de stad La Spezia. Het heeft een oppervlakte van 227,92 vierkante kilometer. De Alta Via dei Parchi loopt door het park.

## Geografie
Het park omvat het berggebied tussen de Cisapas en de Forbicipas. Beboste bergkammen scheiden Toscane van Emilia. Het nationaal park ligt niet ver van de Cinque Terre en Nationaal park Foreste Casentinesi, Monte Falterona, Campigna.
Het gebied wordt gedomineerd door de toppen van Alpe di Succiso, Monte Prado en Monte Cusna (meer dan 2.121 m hoog), meren en bergweides. In Emilia domineert de Pietra di Bismantova het landschap met zijn verticale wanden (type inselberg). In het Nationaal Park Appennino Tosco-Emiliano komen diverse landschapstypen voor, van graslanden tot blauwe bosbessenheidegebieden om de moeilijk toegankelijke toppen en meren, watervallen en rivieren tussen rotswanden. Wilde dieren zoals de wolf, de moeflon, de Europese ree, de steenarend en vele zeldzame planten komen in het park voor.

## Important Bird Area
Het nationaal park en het omliggende gebied van de Toscaans-Emiliaanse Appenijnen zijn aangewezen als Important Bird Area door BirdLife International vanwege het belang voor significante populaties van de steenarend.